# Сафри Дуо
Сафри Дуо (Safri Duo) је дански бубњарски дует ког чине Уфе Сафери и Мортен Фрис. У почетку, ова музичка група је била оријентисана на класичну музику. Укомпоновавши племенске мелодије са модерном електрнском музиком на оригигиналан начин, дует је створио популарну песму Played-a-live, која је 2000. године постала најпопуларнија европска песма.

## Класичне године
Уфе Сафери и Мортен Фрис су се упознали 1977. док су били при Tivoli Garden Boys гарди, а касније у Краљевском данском музичком конзерваторијуму формирали експериментални дует, који је добио име по првим словима њихових презимена: Сафери и Фрис. Под овим именом, Сафери и Фрис су реализовали шест албума између 1990. и 1998. године, у којима су преовладавали звукови бубња. Највише су се оријентисали на Баха, Шопена и друге. Њихов таленат није остао непримећен и 1999. дует је ступио у контакт са издавачком кућом Универзал Мјузик из Данске.

## Нова епизода
Прве половине 2000. године, композиција "The Bongo Song" је добила свој замах и одмах се нашла на разним клупским листама, а на музичкој телевизији МТВ је добила значајну минутажу. Продуцент је био Михаел Парсберг. Сингл је постао један од најпродванијих у Европи те године. 4. јуна 2001. на тржиште је као велики хит изашао албум Episode II. На њему је било девет композиција које су представљале комбинацију бубња и електронике, изузев песме Adagio у којој су аутори хтели на неки начин да искажу ранији класични стил дуета. Касније издати сингл Sweet Freedom снимљен у сарадњи са Мајклом Макдоналдом је издат 30 септембра 2002. Остале песме из албума Episode II, Samb-Adagio и Baya Baya, су реализоване као синглови.

## 3.0
2003. године изашао је нови албум, који је добио име 3.0. Певач Кларк Андерсон се у песмама All the People in the World, Agogo Mosse и Laarbasses појављује као вокал. Сингл Rise је доживео велики успех, што је узроковало стварању нове верзије ове песме Rise (Leave Me Alone) у којој Кларк Андерсон наступа као вокал. 2004. године издали су ремикс албума 3.0 назвавши га 3.5 - International Version. Укључивао је нову верзију песме Rise, неколико композиција са Кларком Андерсоном као вокалом и наравно ремиксе осталих песама.

## Турнеје
Сафри Дуо је до сад одржао јако пуно концерата широм света. 1996. године Сафри Дуо је одржао свој концерт на Коларцу, када су врло квалитетно задовољили перкусионистичке слушалачке страсти београдске публике. Перформанс на берлинској „Паради љубави“ 2000. године остаће дуго упамћен, када је велика маса људи у трансу пратила ритмове албума Episode II.

## Дискографија
- Turn Up Volume (1990.)
- Works For Percurssion (1995.)
- Lutoslawski, Bartók, Helweg (1995.)
- Percussion Transcriptions (1995.)
- Goldrush (1996.)
- Bach To The Future (1998.)
- Episode II (2002.)
- Episode II - The Remix Edition (2002.)
- Safri Duo 3.0 (2003.)
- Safri Duo 3.5 - International Version (2004.)
- Origins (2008.)